# Чірапрапха
Чірапрапха Махадеві (*тай. พระนางจิรประภามหาเทวี; д/н — 1594) — 14-й володар держави Ланна у 1545—1546 і 1551 роках.

## Життєпис
Донька володаря Кета Четтхарата і Нанга Патхумкапхи. Про молоді роки відомостей обмаль. 1545 року після загибелі батька внаслідок заколоту, фактичну владу в столиці захопив аристократ Сен Кхрау, що запросин намісника Чіангтунга (його ім'я невідоме, але належав до правлячої династії). Проте внаслідок низки заколотів спочатку загинув Сен Кхрау, а потім претендент. Трон перейшов до Чірапрапхи.
1546 році з наміром захопити Ланну до Чіангмаю прибув Чайрача, правитель Аюттхаї. Щоб виграти час Чірапрапха люб'язно зустріла ворога в храмі Ват Лок Молі. Водночас запросила до Ланни Сеттатірату, правителя Лансангу. Зрештою аюттхайські війська відступили, а Сеттатірат зайняв трон. Чірапрапха стала його дружиною.
1551 року разом з чоловіком повернулася до Ланни, де була призначена правителькою. Але не утрималася довго, була повалена представником династії Менграя — Мекутом. Повернулася до Лансангу, де була разом з чоловіком.